# Zhang Liang (canottiere)
Zhang Liang (张亮S, Zhāng LiàngP; Jinzhou, 14 gennaio 1987) è un canottiere cinese, vincitore del bronzo nel due di coppia ai Giochi olimpici di Tokyo 2020.

## Biografia
Ai Giochi asiatici di Guangzhou 2010 ha ottenuto l'oro nel 2 di coppia, con Su Hui.
Ha rappresentato la Cina ai Giochi olimpici estivi di Londra 2012, in cui si è piazzato 11º nel singolo.
Ha vinto il suo secondo titolo continentale ai Giochi asiatici di Incheon 2014 nel 2 di coppia, con Dai Jun. 
Ai Giochi asiatici di Giacarta 2018 ha conquistato l'oro nel singolo, precedendo sul podio il sudcoreano Kim Dong-yong e il giapponese Ryuta Arakawa.
Si è laureato campione iridato ai mondiali di Ottensheim 2019 nel 2 di coppia, assieme a Liu Zhiyu.
Ha fatto la sua seconda apparizione olimpica a Tokyo 2020 nel due di coppia, dove sempre con Liu Zhiyu, ha vinto il bronzo, terminando alle spalle delle imbarcazioni di Francia (Hugo Boucheron e Matthieu Androdias e Paesi Bassi (Melvin Twellaar e Stef Broenink).

## Palmarès
- Giochi olimpici

Tokyo 2020: bronzo nel 2 di coppia;
- Mondiali

Ottensheim 2019: oro nel 2 di coppia;
- Giochi asiatici

Guangzhou 2010: oro nel 2 di coppia;
Incheon 2014: oro nel 2 di coppia;
Giacarta 2014: oro nel singolo;